# Oyré
Oyré település Franciaországban, Vienne megyében. Lakosainak száma 964 fő (2022. január 1.). Oyré Châtellerault, Ingrandes, Leugny, Mairé és Senillé-Saint-Sauveur községekkel határos.

## Népesség
A település népességének változása:
| Lakosok száma | 1020 | 995  | 1007 | 973  | 965  | 952  | 956  | 960  | 964  |
|               | 2013 | 2015 | 2016 | 2017 | 2018 | 2019 | 2020 | 2021 | 2022 |